# Svenska Mässan
El Centro de Congresos y Exposiciones de Suecia (en sueco: Svenska Mässan) es un centro de exposiciones y convenciones en Gotemburgo, Suecia, y uno de los mayores puntos de concentración de Escandinavia, que atrae a alrededor de un millón de visitantes cada año. Es propiedad y está gestionado por una fundación sin fines de lucro. En marzo de 2011, se informó que una tercera torre con una altura de 100 metros se construiría y se terminó en 2014. Al completarse, la tercera torre obtuvo la condición del edificio más alto de Gotemburgo, y el cuarto más alto de Suecia.